# Mazerier
Mazerier est une commune française, située dans le département de l'Allier en région Auvergne-Rhône-Alpes.

## Géographie

### Localisation
Le bourg de Mazerier se trouve au sud du département de l'Allier, à 2,6 kilomètres au nord de Gannat, sur la route de Saint-Bonnet-de-Rochefort. Les habitations des deux communes ont aujourd'hui tendance à se rejoindre, séparées seulement par la trouée de l'A719. Le territoire de la commune se situe, pour la plus grande part, sur les coteaux, en partie calcaires, qui séparent la Limagne bourbonnaise de la rive droite de la Sioule. Les habitations du bourg et des lieux de Langlard au nord et du Puy de Mazerier au sud qui se trouvent en bordure du coteau jouissent d'un panorama remarquable sur la Limagne et, au-delà, sur la Montagne bourbonnaise. Madame de Sévigné, en visite au château de Langlard chez son ami l'abbé Bayard, avait déjà noté l'attrait de sa terrasse dominant la plaine.
Cinq communes sont limitrophes de Mazerier :
| Saint-Bonnet-de-Rochefort | Jenzat   |         |
| Bègues                    | Mazerier | Saulzet |
|                           | Gannat   |         |

### Géologie et relief
La commune s'étend sur 723 hectares ; son altitude varie entre 290 et 461 mètres.

### Transports
Le territoire communal est traversé par les routes départementales 37 (liaison de Gannat à Saint-Bonnet-de-Rochefort), 216 (vers Jenzat) et 557 (vers la RD 2009, ancienne route nationale 9, sur la limite communale avec Saulzet).
L'accès le plus proche à une autoroute est l'A719, accessible par l'échangeur 14.
La ligne de chemin de fer de Commentry à Gannat traverse la commune. La gare la plus proche est située à Gannat.

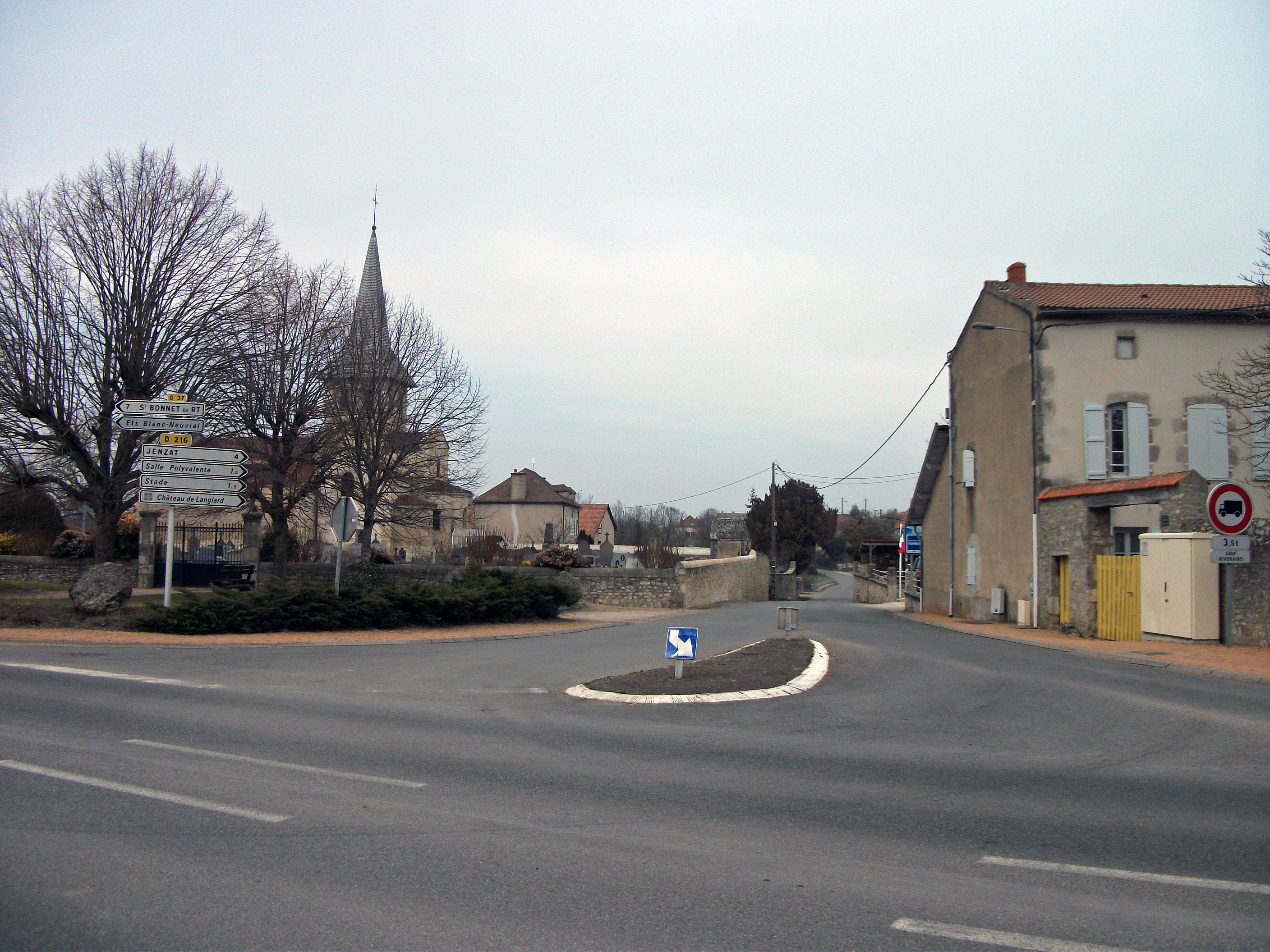
D 216 vers Jenzat.
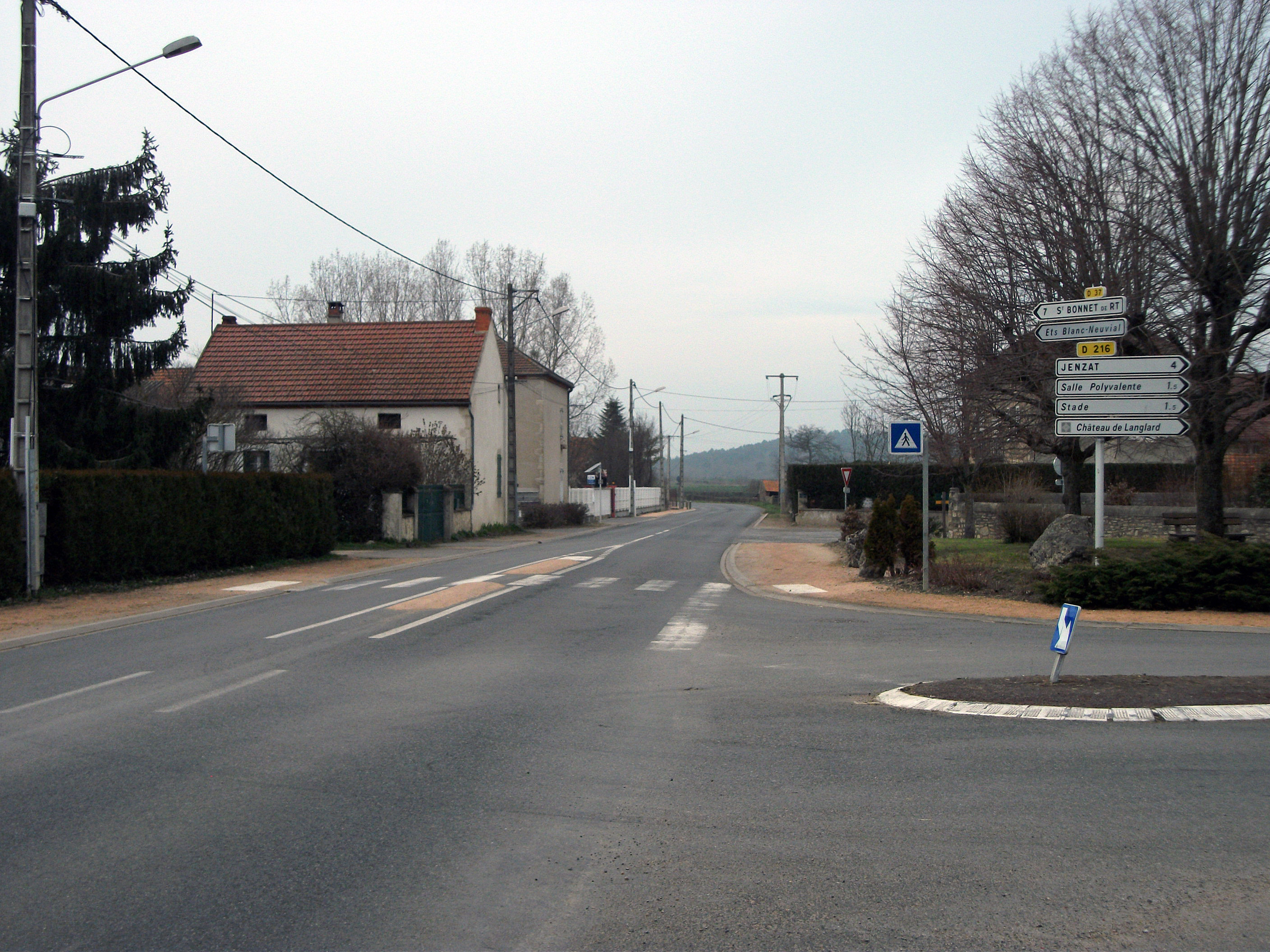
D 37 vers Saint-Bonnet-de-Rochefort.
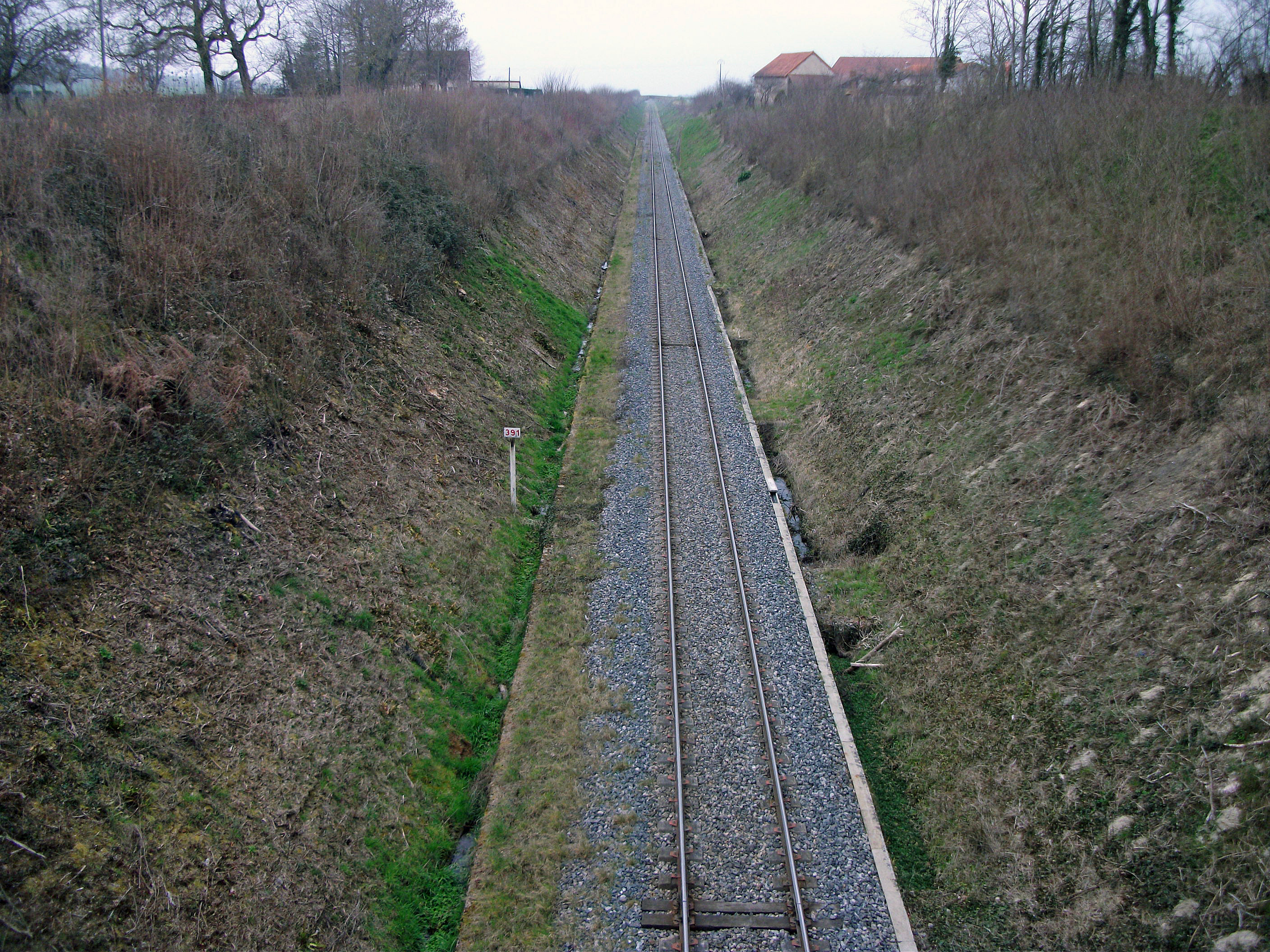
La voie ferrée vers Commentry et Montluçon.

### Climat
Pour des articles plus généraux, voir Climat d'Auvergne-Rhône-Alpes et Climat de l'Allier.
En 2010, le climat de la commune est de type climat océanique dégradé des plaines du Centre et du Nord, selon une étude du CNRS s'appuyant sur une série de données couvrant la période 1971-2000. En 2020, Météo-France publie une typologie des climats de la France métropolitaine dans laquelle la commune est exposée à un climat de montagne ou de marges de montagne et est dans la région climatique Nord-est du Massif Central, caractérisée par une pluviométrie annuelle de 800 à 1 200 mm, bien répartie dans l’année.
Pour la période 1971-2000, la température annuelle moyenne est de 10,8 °C, avec une amplitude thermique annuelle de 15,9 °C. Le cumul annuel moyen de précipitations est de 742 mm, avec 9,7 jours de précipitations en janvier et 7,1 jours en juillet. Pour la période 1991-2020, la température moyenne annuelle observée sur la station météorologique de Météo-France la plus proche, « Charmes_sapc », sur la commune de Charmes à 7 km à vol d'oiseau, est de 11,9 °C et le cumul annuel moyen de précipitations est de 675,4 mm,. Pour l'avenir, les paramètres climatiques de la commune estimés pour 2050 selon différents scénarios d'émission de gaz à effet de serre sont consultables sur un site dédié publié par Météo-France en novembre 2022.

## Urbanisme

### Typologie
Au 1er janvier 2024, Mazerier est catégorisée commune rurale à habitat dispersé, selon la nouvelle grille communale de densité à 7 niveaux définie par l'Insee en 2022.
Elle est située hors unité urbaine. Par ailleurs la commune fait partie de l'aire d'attraction de Gannat, dont elle est une commune de la couronne,. Cette aire, qui regroupe 8 communes, est catégorisée dans les aires de moins de 50 000 habitants,.

### Occupation des sols

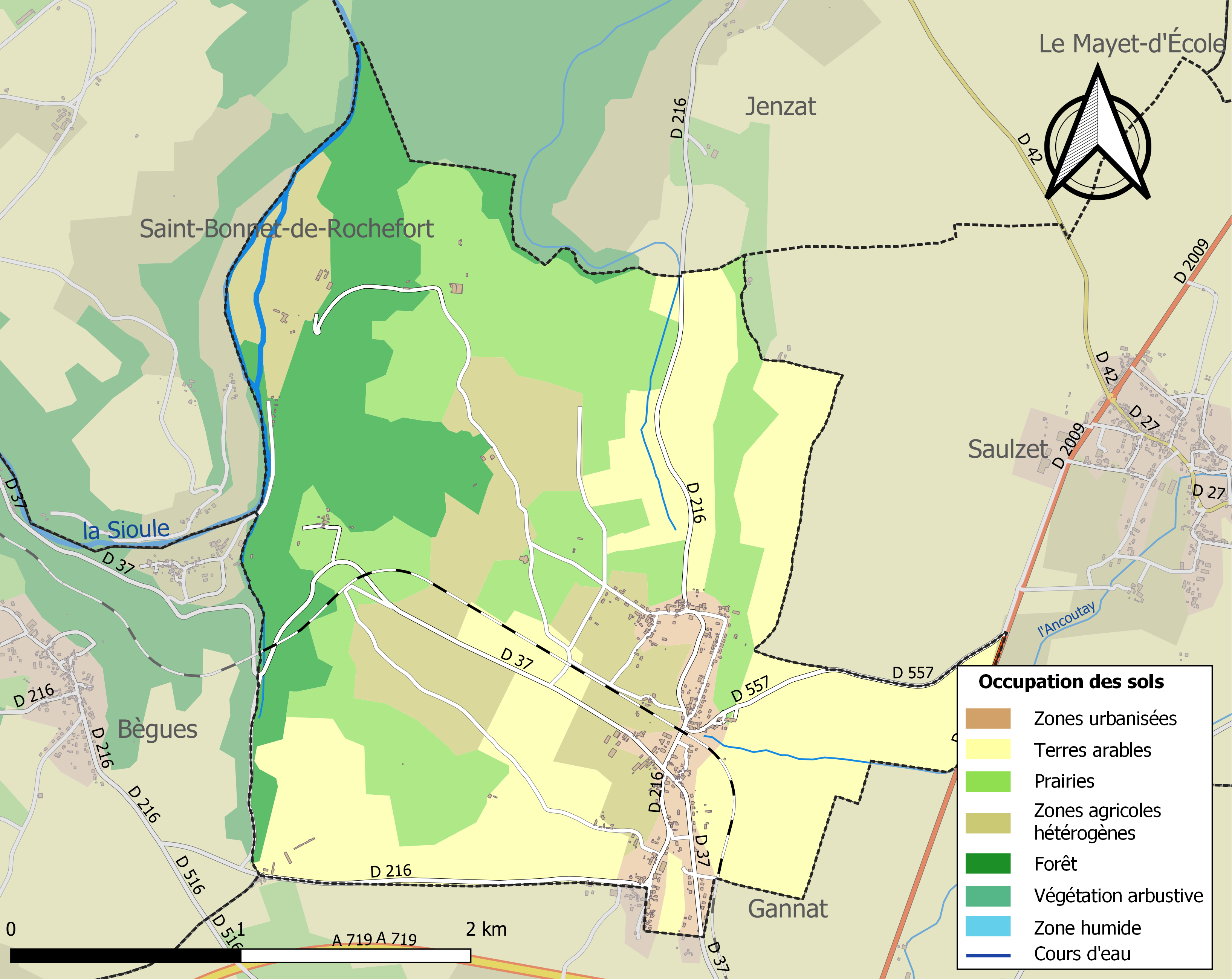
Carte des infrastructures et de l'occupation des sols de la commune en 2018 (CLC).

L'occupation des sols de la commune, telle qu'elle ressort de la base de données européenne d’occupation biophysique des sols Corine Land Cover (CLC), est marquée par l'importance des territoires agricoles (78,4 % en 2018), une proportion identique à celle de 1990 (78,4 %). La répartition détaillée en 2018 est la suivante : 
terres arables (33,3 %), prairies (26,2 %), zones agricoles hétérogènes (18,9 %), forêts (16,8 %), zones urbanisées (4,9 %).
L'IGN met par ailleurs à disposition un outil en ligne permettant de comparer l’évolution dans le temps de l’occupation des sols de la commune (ou de territoires à des échelles différentes). Plusieurs époques sont accessibles sous forme de cartes ou photos aériennes : la carte de Cassini (XVIIIe siècle), la carte d'état-major (1820-1866) et la période actuelle (1950 à aujourd'hui).

## Histoire
Le 2 juillet 1378, Jean de Chauvigny, sire de Blot, reconnaît que le village de Masères (Mazerier), qu'il tient du duc de Bourbonnais en arrière dire à cause du château de Gannat, est du ressort de cette châtellenie, quoique son fort de Blot soit d'un autre ressort.

## Politique et administration
| Période                                  | Période                   | Identité                            | Étiquette | Qualité                                            |
| ---------------------------------------- | ------------------------- | ----------------------------------- | --------- | -------------------------------------------------- |
| Les données manquantes sont à compléter. |                           |                                     |           |                                                    |
| mars 1847                                | avril 1850                | Barthélemy Bas Sauvage              |           |                                                    |
| mai 1856                                 | mai 1876                  | Barthélemy Bas (neveu du précédent) |           |                                                    |
| mai 1892                                 | décembre 1900             | Henry Piquet (neveu du précédent)   |           |                                                    |
| mars 1989                                | mars 2008                 | Gérard Touzé                        |           |                                                    |
| mars 2008                                | avril 2014                | Patrick Chabridon                   |           |                                                    |
| avril 2014                               | En cours (au 5 juin 2020) | Michel Menon                        |           | Retraité de la fonction publique Réélu en mai 2020 |

## Population et société

### Démographie
L'évolution du nombre d'habitants est connue à travers les recensements de la population effectués dans la commune depuis 1793. Pour les communes de moins de 10 000 habitants, une enquête de recensement portant sur toute la population est réalisée tous les cinq ans, les populations de référence des années intermédiaires étant quant à elles estimées par interpolation ou extrapolation. Pour la commune, le premier recensement exhaustif entrant dans le cadre du nouveau dispositif a été réalisé en 2004.

En 2022, la commune comptait 320 habitants, en évolution de +7,02 % par rapport à 2016 (Allier : −1,38 %, France hors Mayotte : +2,11 %).
| 1793 | 1800 | 1806 | 1821 | 1831 | 1836 | 1841 | 1846 | 1851 |
| ---- | ---- | ---- | ---- | ---- | ---- | ---- | ---- | ---- |
| 351  | 385  | 424  | 481  | 457  | 454  | 483  | 467  | 514  |

| 1856 | 1861 | 1866 | 1872 | 1876 | 1881 | 1886 | 1891 | 1896 |
| ---- | ---- | ---- | ---- | ---- | ---- | ---- | ---- | ---- |
| 490  | 496  | 504  | 504  | 469  | 445  | 470  | 436  | 427  |

| 1901 | 1906 | 1911 | 1921 | 1926 | 1931 | 1936 | 1946 | 1954 |
| ---- | ---- | ---- | ---- | ---- | ---- | ---- | ---- | ---- |
| 396  | 390  | 377  | 357  | 326  | 339  | 288  | 295  | 285  |

| 1962 | 1968 | 1975 | 1982 | 1990 | 1999 | 2004 | 2006 | 2009 |
| ---- | ---- | ---- | ---- | ---- | ---- | ---- | ---- | ---- |
| 316  | 286  | 265  | 302  | 299  | 278  | 272  | 268  | 283  |

| 2014 | 2019 | 2022 | - | - | - | - | - | - |
| ---- | ---- | ---- | - | - | - | - | - | - |
| 298  | 306  | 320  | - | - | - | - | - | - |

### Enseignement
Mazerier dépend de l'académie de Clermont-Ferrand. Il n'existe aucune école.
Hors dérogation à la carte scolaire, les collégiens se rendent à Gannat et les lycéens à Cusset ou à Saint-Pourçain-sur-Sioule pour les filières générales et technologiques.

## Culture locale et patrimoine

### Lieux et monuments
- Église Saint-Saturnin. Fin Xe au XIVe siècle. Clocher du XIXe siècle. L'église a été restaurée récemment et le clocher a reçu une couverture en bardeaux de châtaignier. Peinture murale de l'Adoration des mages (dans la nef). D'autres peintures ont été repérées sous les enduits et seront dégagées. Classement MH (arrêté du 25 janvier 1990)[27].
- Château de Langlard (ou L'Anglard), des XVe – XVIe siècle[28], situé au bord du coteau dominant la Limagne. Il a appartenu à de nombreuses familles différentes, dont la famille de Montmorin au XVe siècle et la famille Bayard de la fin du XVe au XVIIe siècle[29]. Il est flanqué de quatre tours[28]. La tour orientale dont le rez-de-chaussée sert de chapelle, abrite une peinture murale représentant le Jugement dernier, commandée par Agnès de Montmorin dans la deuxième moitié du XVe siècle. Inscrit M.H. (arrêté du 29 mars 1929)[30].
- Château de La Motte-Mazerier, maison forte du XIVe siècle[29].
- Viaduc de Neuvial (1869), construit par Eiffel et Cie. Inscrit Monument Historique le 8 décembre 1965[31].

### Personnalités liées à la commune
- Thévenin Vodable, donateur de la fresque de l'Adoration des mages en 1383, selon l'inscription (il n'est pas connu par ailleurs). On a donné son nom à la place de l'église.
- L'abbé Bayard, propriétaire du château de Langlard, où il accueillit Madame de Sévigné, venue prendre les eaux à Vichy.